# Schlangenträger

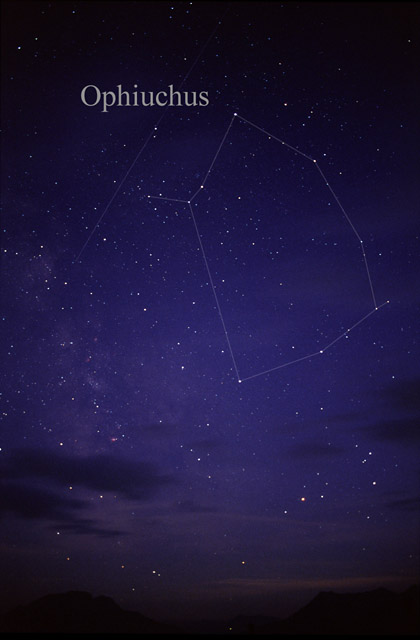
Sternbild Schlangenträger mit bloßem Auge sichtbar

Der Schlangenträger oder Ophiuchus (über lateinisch ophiuchus ‚der Schlangenträger‘ von altgriechisch ὀφιοῦχος ophiouchos, deutsch ‚Schlangen haltend‘, Symbol: ⛎) ist ein Sternbild auf dem Himmelsäquator.

## Beschreibung
Der Schlangenträger ist ein sehr ausgedehntes, aber wenig auffälliges Sternbild am Sommerhimmel der Nordhalbkugel. Da seine Sterne weit auseinandergezogen und wenig markant sind, ist es nicht ganz einfach, ihn zwischen dem Herkules und dem Skorpion zu identifizieren.
Der Schlangenträger besitzt eine ringförmige Gestalt, von der westlich und östlich die Sterne der Schlange ausgehen.
Durch den südöstlichen Teil zieht sich das Band der Milchstraße.
Weil die Ekliptik teilweise durch dieses Sternbild verläuft, wandert die Sonne ca. vom 26. November bis 18. Dezember durch den Schlangenträger (siehe Zodiak). Obwohl dies länger ist als die Durchwanderung des benachbarten Skorpion, zählt er nicht zu den 12 Tierkreiszeichen, da diese schon durch die Astronomie der Babylonier und der Ägypter festgelegt und mit den 12 Kalendermonaten verknüpft worden sind, beginnend mit dem Widderpunkt.
Erstmals erwähnt wird das Sternbild in den Phainomena des Aratos von Soloi (3. Jahrhundert v. Chr.). Dieser schreibt:

„Dort windet sich auch jener Kranz, den Dionysos hinterlegt hat, dass er ein erlauchtes Zeichen sei für die weggegangene Ariadne, unter dem Rücken des ermüdeten Bildes. Seinem Rücken nähert sich der Kranz, neben seinem Scheitel aber betrachte den Schlangenträgerkopf, und von dem aus wirst du wohl den leuchtenden Schlangenträger selbst erkennen: so klar sieht man unter dem Kopf seine Schultern liegen. Die sind wohl auch bei Vollmond gut sichtbar. Doch die Hände sind nicht ganz so: Feiner läuft über die eine und über die andere der Glanz hin. Aber auch diese sind immerhin zu sehen; sie sind ja nicht ohne Gewicht. Beide müssen sich mit der Schlange abmühen, die sich um den Schlangenträger in der Mitte herumschwingt; der aber lastet unerschütterlich und gut gestützt, wuchtig mit beiden Füßen auf einem großen Tier, dem Skorpion, dem er aufrecht auf den Augen und dem Panzer steht.“

Der Schlangenträger wird dann auch im 2. Jahrhundert n. Chr. im Almagest des Claudius Ptolemäus aufgeführt.
Der heute dem Sternbild entsprechende Teil der Himmelssphäre wurde 1928 durch die IAU offiziell festgelegt.
Seit Oktober 2010 ist das Symbol des Schlangenträgers in Unicode 6.0 unter dem Codepunkt: ⛎ (U+26CE), seit 2015 als Emoji aufgenommen worden.

## Mythologie
Zum mythologischen Ursprung des Schlangenträgers gibt es mehrere Deutungen, unter anderem wird er mit dem Helden Herakles (lat. Hercules) gleichgesetzt, auf Rhodos galt er als der verstirnte Phorbas. Der gängigsten Überlieferung nach stellt der Schlangenträger Asklepios (lat. Äskulap), den Gott der Heilkunst dar.

## Himmelsobjekte

### Sterne
| B   | F  | Namen oder andere Bezeichnungen | Vmag        | Lj   | Spektral- klasse |
| --- | -- | ------------------------------- | ----------- | ---- | ---------------- |
| α   | 55 | Ras Alhague                     | 2,08        | 47   | A5 III           |
| η   | 35 | Sabik                           | 2,43        | 84   | A2.5 Va          |
| ζ   | 13 | Zeta Ophiuchi                   | 2,54        | 458  | O9.5 V           |
| δ   | 1  | Yed Prior                       | 2,73        | 170  | M1 III           |
| β   | 60 | Cebalrai                        | 2,76        | 82   | K2 III           |
| κ   | 27 |                                 | 3,19        | 86   | K2 IIIvar        |
| ε   | 2  | Yed Posterior                   | 3,23        | 106  | G8 III           |
| θ   | 42 |                                 | 3,27        | 563  | B2 IV            |
| ν   | 64 |                                 | 3,32        | 153  | K0 III           |
| 400 | 72 | HR 6771                         | 3,71        | 83   | A4 IVs           |
| γ   | 62 |                                 | 3,75        | 95   | A0 V             |
| λ   | 10 | Marfik                          | 3,8         | 166  | A2 V             |
| 400 | 67 |                                 | 3,93        |      | B5 Ib            |
| 400 | 70 | 70 Ophiuchi                     | 4,03        | 17   | K0 V SB          |
| 400 | 44 |                                 | 4,16        | 84   | A3 IVm           |
| χ   | 7  |                                 | 4,2 bis 5,0 | 489  | B2 Vne           |
| 400 | 45 |                                 | 4,28        | 111  | F3 III           |
| φ   | 8  |                                 | 4,29        | 210  | G8 / K0 III      |
| 400 |    | HR 6401                         | 4,33        | 20   | K2 III           |
| σ   | 49 |                                 | 4,34        | 1173 | K3 IIvar         |
| ι   | 25 |                                 | 4,39        | 234  | B8 V             |
| ξ   | 40 |                                 | 4,39        | 57   | F2 / F3V         |
| 400 | 68 |                                 | 4,42        | 265  | A2 Vn            |
| ω   | 9  |                                 | 4,45        | 175  | Ap               |
| ψ   | 4  |                                 | 4,48        | 178  | K0 III           |
| 400 |    | HR 6493                         | 4,53        | 98   | F3 V             |
| ρ   | 5  |                                 | 4,57        | 394  | B2 V             |
| μ   | 57 |                                 | 4,58        | 549  | B8 II-III MNp    |
| υ   | 64 |                                 | 4,62        | 122  | A3m              |
| 400 | 71 |                                 | 4,64        | 238  | G8 III-IV        |
| 400 | 20 |                                 | 4,64        | 121  | F7 IV            |
| 400 | 41 |                                 | 4,72        | 218  | K2 III           |
| τ   | 69 |                                 | 4,77        | 170  | F5 V             |
| 400 | 51 |                                 | 4,78        | 426  | A0 V             |
| 400 | 66 |                                 | 4,79        | 677  | B2 Ve            |
| 400 | 30 |                                 | 4,82        | 402  | K4 III           |
| 400 | 74 |                                 | 4,85        | 269  | G8 III           |
| 400 | 58 |                                 | 4,86        | 57   | F6 / F7V         |
| 400 |    | HR 6196                         | 4,91        | 391  | G8 II/III        |
| e   |    |                                 | 5,03        | 691  | K4 II-III        |
| ο   | 39 |                                 | 5,14        | 363  | K                |
| 400 | 23 |                                 | 5,23        | 248  | K2 III           |
| 400 |    | HR 6128                         | 5,24        | 507  | M2 comp          |
| 400 | 43 |                                 | 5,30        | 600  | K4 / K5III       |
| 400 |    | HR 6516                         | 5,31        | 54   | G8 IV-V          |
| 400 | 37 |                                 | 5,32        | 777  | M2III            |
| 400 |    | HR 6985                         | 5,38        | 127  | F5 III           |
| 400 |    | HR 6136                         | 5,41        | 423  | K4 IIIp          |
| 400 |    | HR 6857                         | 5,41        | 147  | K2 III           |
| 400 |    | HR 6507                         | 5,41        | 206  | A8 V             |
| 400 |    | HR 6987                         | 5,43        | 103  | F3 V             |
| 400 |    | HR 6375                         | 5,43        | 132  | F5 IV            |
| 400 |    | HR 6686                         | 5,44        | 426  | G9 III           |
| 400 |    | HR 6800                         | 5,50        | 412  | K2 III           |
| 400 |    | Rosalíadecastro                 | 7,89        | 240  | G0 IV            |
| 400 |    | Barnards Pfeilstern             | 9,5         | 5,9  |                  |

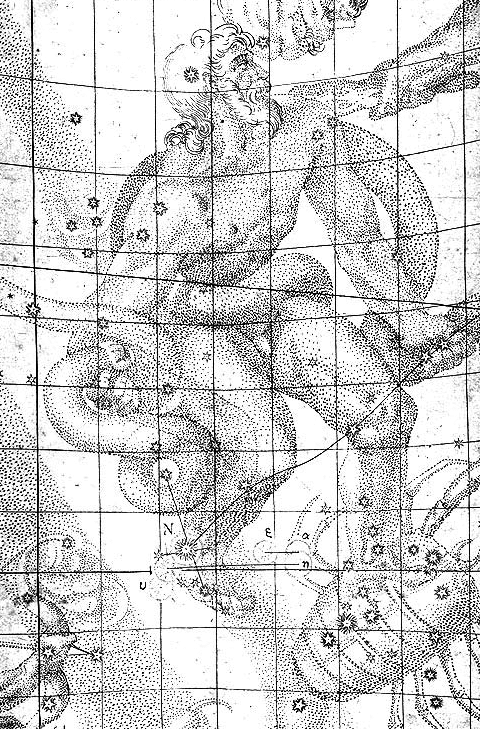
Darstellung Johannes Keplers. Der mit einem „N“ markierte Stern am rechten Fuß des Schlangenträgers ist Keplers Supernova Supernova 1604

Beta Ophiuchi ist ein 84 Lichtjahre entfernter, orange leuchtender Stern der Spektralklasse K2 III.
Der Name Cebalrai stammt aus dem Altarabischen und bedeutet „Schäferhund“.
Delta Ophiuchi ist ein rötlicher Stern der Spektralklasse M1 III in 170 Lichtjahren Entfernung. Der Name Yed Prior ist aus dem Arabischen und Lateinischen zusammengesetzt und bedeutet „vordere Hand“.
Der gelb leuchtende Stern Epsilon Ophiuchi ist etwas mehr als 100 Lichtjahre entfernt. Sein Eigenname Yed Posterior bedeutet „hintere Hand“.
Barnards Pfeilstern ist der Stern mit der höchsten gemessenen Eigenbewegung. Pro Jahr legt er eine Distanz von 10 Bogensekunden zurück. In hundert Jahren sind dies etwa 15 Bogenminuten, dies entspricht dem halben Vollmonddurchmesser am Himmel. Barnards Stern ist nur 5,9 Lichtjahre entfernt und nach dem Alpha Centauri-System der nächste Nachbar der Sonne. Er bewegt sich weiter auf unser Sonnensystem zu und wird in etwa 10.000 Jahren in einer Entfernung von vier Lichtjahren daran vorbeiziehen. Barnards Stern ist ein äußerst lichtschwacher rötlicher Zwergstern, dessen Leuchtkraft nur 1/2500 unserer Sonne beträgt. 
Der rote Zwerg GJ 3998 mit Spektralklasse M und 10,8 mag Helligkeit ist 59 Lichtjahre entfernt und besitzt drei Planeten, der 2025 entdeckte Planet GJ 3998 d mit 6,07 Erdmassen und 41,7 Tagen Umlaufzeit liegt in der habitablen Zone seines Zentralsterns. 

### Doppelsterne
| System | Größen    | Abstand |
| ------ | --------- | ------- |
| α      | 2,08 / 7  |         |
| λ      | 4,2 / 5,2 | 1,5"    |
| τ      | 5,2 / 5,9 | 1,8"    |
| 61     | 6,2 / 6,6 | 7,1"    |
| 70     | 4,2 / 6,0 | 4,3"    |

Alpha Ophiuchi ist ein 47 Lichtjahre entferntes Doppelsternsystem. Der Hauptstern ist ein weiß-blau leuchtender Stern der Spektralklasse A5 III mit der 26-fachen Leuchtkraft unserer Sonne. Er besitzt einen Begleiter 7. Größenklasse, der ihn in 8,7 Jahren umkreist.
Der altarabische Name Ras Alhague leitet sich von „Haupt des Schlangenbeschwörers“ ab.
Das System Eta Ophiuchi ist 84 Lichtjahre entfernt. Zwei weißlich leuchtende Sterne umkreisen einander in so engem Abstand, dass sie nur mit größeren Teleskopen zu beobachten sind.
Der arabische Name Sabik bedeutet „der Vorausgehende“.

### Veränderliche Sterne
| Stern | Größe        | Periode | Typ                         |
| ----- | ------------ | ------- | --------------------------- |
| χ     | 4,2 bis 5,0  |         | unregelmäßig Veränderlicher |
| RS    | 4,5 bis 12,5 |         | wiederkehrende Nova         |

χ Ophiuchi ist ein unregelmäßig veränderlicher Stern in 489 Lichtjahren Entfernung.
RS Ophiuchi ist ein Veränderlicher vom Typ „wiederkehrende Nova“. In unregelmäßigen Abständen von etwa 20 bis 30 Jahren zeigt er dramatische Helligkeitsausbrüche, so 1898, 1933, 1958, 1967, 1985 und 2006. Am 13. Februar 2006 erreichte er eine Helligkeit von 4,5 mag und war mit bloßem Auge deutlich sichtbar. Seine Entfernung konnte bislang nicht genau bestimmt werden und wird auf 2000 bis 5000 Lichtjahre geschätzt.
Im Jahr 1919 wurde die Nova Ophiuchi 1919 mit einer maximalen Helligkeit von 7,5 mag beobachtet.

### Messier- und NGC-Objekte
| Messier (M) | NGC      | sonstige | Größe | Typ                  | Name |
| ----------- | -------- | -------- | ----- | -------------------- | ---- |
| 9           | 6333     |          | 8     | Kugelsternhaufen     |      |
| 10          | 6254     |          | 6,5   | Kugelsternhaufen     |      |
| 12          | 6218     |          | 6,5   | Kugelsternhaufen     |      |
| 14          | 6402     |          | 7,5   | Kugelsternhaufen     |      |
| 19          | 6273     |          | 7,5   | Kugelsternhaufen     |      |
| 62          | 6266     |          | 7,4   | Kugelsternhaufen     |      |
| 107         | 6171     |          | 8     | Kugelsternhaufen     |      |
|             | NGC 6240 |          | 12,8  | Galaxie              |      |
|             | NGC 6293 |          | 8,2   | Kugelsternhaufen     |      |
|             | NGC 6304 |          | 8,4   | Kugelsternhaufen     |      |
|             | NGC 6356 |          | 8,4   | Kugelsternhaufen     |      |
|             | NGC 6366 |          | 10    | Kugelsternhaufen     |      |
|             | NGC 6384 |          | 10,4  | Galaxie              |      |
|             | NGC 6572 |          | 8     | Planetarischer Nebel |      |
|             | NGC 6633 |          | 4,6   | Offener Sternhaufen  |      |
|             | IC 4665  |          | 6,5   | Offener Sternhaufen  |      |
|             | IC 4604  | ρ Oph    | 4,6   | Reflexionsnebel      |      |
|             |          | Mel 186  | 3,0   | Offener Sternhaufen  |      |

Im Schlangenträger befindet sich eine Reihe von Kugelsternhaufen, die der französische Astronom und Kometenjäger Charles Messier in seinen Katalog nebliger Objekte (Messier-Katalog) aufgenommen hat.
Der sonnennächste ist M 10 mit einer Entfernung von 15.000 Lichtjahren.
M 12 und M 107 sind jeweils 20.000 Lichtjahre entfernt.
M 9 und M 14 liegen in einer Entfernung von 25.000 bzw. 40.000 Lichtjahren.
IC 4665 ist ein offener Sternhaufen in ca. 1.200 Lichtjahren Entfernung. Er kann bereits mit einem Prismenfernglas in Einzelsterne aufgelöst werden.
Der offene Sternhaufen Mel 186 ist mit einer Gesamthelligkeit von 3,0 mag schon mit bloßem Auge leicht zu finden. Bei dem Sternhaufen handelt es sich um das nicht anerkannte Sternbild Königlicher Stier von Poniatowski.

### Weitere Objekte

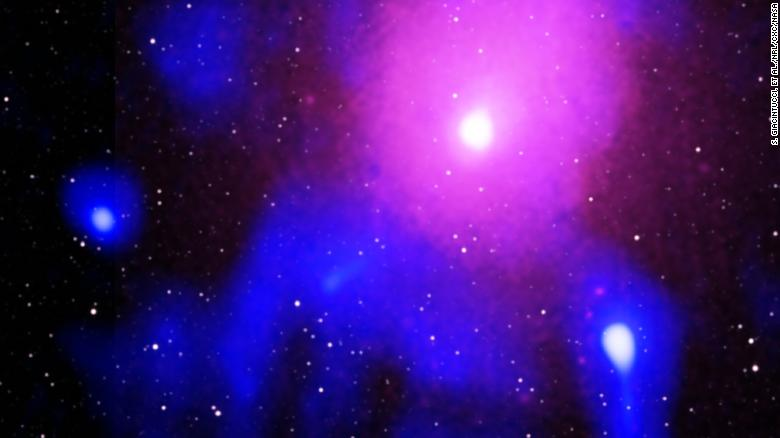
Ophiuchus-Superhaufen. Rechts oben purpurn NeVe 1, links darunter blau die Eruptionsspuren (Kombinationsbild von Aufnahmen von Chandra und XMM-Newton).

Im Schlangenträger leuchtete 1604 die auch als Keplers Stern bekannte helle Supernova auf.
1997 wurde der planetarischer Nebel JaFu 1 von George H. Jacoby und L. Kellar Fullton et al. entdeckt.
Im Schlangenträger befindet sich in etwa 400 Millionen Lichtjahre Entfernung der Ophiuchus-Superhaufen.
Im Februar 2020 entdeckten Wissenschaftler die Spuren  einer gigantischen Eruption, die von dem aktiven Galaxienkern von NeVe 1 ausging, der hellsten Galaxis des Haufens. Dieses Ereignis ist eines der energiereichsten bekannten astronomischen Ereignisse überhaupt. Man hat errechnet, dass durch das supermassive Schwarze Loch im Kern von NeVe 1 vor ca. 240 Millionen Jahren etwa 270 Millionen Sonnenmassen ausgestoßen wurden.